# Вайкинг (город, Миннесота)
Вайкинг (англ. Viking) — город в округе Маршалл, штат Миннесота, США. На площади 1,3 км² (1,3 км² — суша, водоёмов нет), согласно переписи 2002 года, проживают 92 человека. Плотность населения составляет 69,6 чел./км².
- Телефонный код города — 218
- Почтовый индекс — 56760
- FIPS-код города — 27-67090[1]
- GNIS-идентификатор — 0653655[2]